# Vale de Illiez
Vale de Illiez (em francês:  Val-d'Illiez) é uma comuna suíça no Chablais Valaisano, distrito de Monthey, na Suíça. A localidade deu o nome ao vale lateral da margem esquerda do rio Ródano.

## Geografia
De orientação nordeste, atinge o Ródano em Monthey e é rodeado a norte pela ponta de Bellevue e a sul pelos imponentes Dents du Midi.
É pelo passo de Morgins, a 1 369 m, que se atinge Châtel no vale de Abondance, e a vale propriamente dito marca o limite do conjunto geológico do maciço do Giffre a sul, e o maciço do Chablais a norte.
O lago Verde fica nesta localidade e o lago de Morgins nessa outra localidade.

## Esqui
Perto da localidade ficam as estações de esqui de Champéry, Les Crosets, Champoussin, e Morgins que fazem parte do domínio esquiável das Portes du Soleil.